# Makak-Ndokoma
Pour les articles homonymes, voir Makak (homonymie).
Makak-Ndokoma est un village du Cameroun, rattaché à la commune de Pouma, situé dans le département de la Sanaga-Maritime et la région du Littoral, situé sur la route de Yaoundé à Pouma, à 14 km de Pouma.

## Population et développement
En 1967, la population de Makak-Ndokoma était de 316 habitants, essentiellement des Bassa. La population de Makak-Ndokoma était de 400 habitants dont 201 hommes et 199 femmes, lors du recensement de 2005.